# جون باركر (سياسي كندي)
جون باركر هو محامي وسياسي كندي، ولد في 1954 في تورونتو في كندا. حزبياً، نشط في حزب أونتاريو المحافظ التقدمي. وقد انتخب عضو برلمان مقاطعة أونتاريو عن دائرة York East (provincial electoral district) ‏ (1995 – 1999).